# Álvaro Giménez
Álvaro Giménez Candela – noto solo come Álvaro – (Elche, 19 maggio 1991) è un calciatore spagnolo, attaccante del Racing Ferrol.

## Carriera

### Club
Nella stagione 2011-2012 ha giocato 12 partite nella Liga con il Maiorca.

### Nazionale
Ha giocato nella nazionale spagnola Under-17.

## Palmarès

### Individuale
- Capocannoniere della Segunda División: 1

2018-2019 (20 gol)